# テティアロア島
テティアロア島（テティアロアとう、Tetiaroa）は、フランス領ポリネシアに属する環礁で、超高級リゾート施設のザ・ブランドが置かれている富裕層向けのビーチリゾートでもある。人目を気にせずプライベートに使えることから、世界的スターや各国の首脳に人気の場所である。

## 概要
リーワード諸島に属し、タヒチ島の北に位置する。環礁の各小島の内、オネタヒのみ空港やホテルなどの人工施設があり、その他のホヌエア，ティアラウヌ，ハイラ・アナエ，オロアテラ，リマチュウ，ライオノ，タフナは人の手が加えられておらず、元来の自然が保存されている。リマチュウには茶色の池が存在する。
かつてはタヒチ王家であるポマレ王朝の私有地であったが、ポマレ5世時代に王室の歯科医であったスチュアート氏に進呈され、1960年代、その子孫から俳優のマーロン・ブランドが購入して私有地とした。
2010年代においては、オネタヒに高級リゾート施設などが存在しており、ハリウッドスターなどが利用している。2017年3月、アメリカ合衆国大統領を退任したばかりのバラク・オバマも長期滞在した。人が少ないため、ノイズから解放された環境で自由に過ごすことが出来る。

## リゾート施設
- The Brando（ザ・ブランド）- 客室として35棟のヴィラを用意している。
- The Residence at The Brando, Tetiaroa Private Island